# جيمس بلفور (مهندس مدني)
جيمس بلفور (بالإنجليزية: James Balfour)‏ هو مهندس مدني نيوزيلندي، ولد في 2 يونيو 1831 في إدنبرة في المملكة المتحدة، وتوفي في 19 ديسمبر 1869 في تيمارو ‏ في نيوزيلندا.